# Petzl

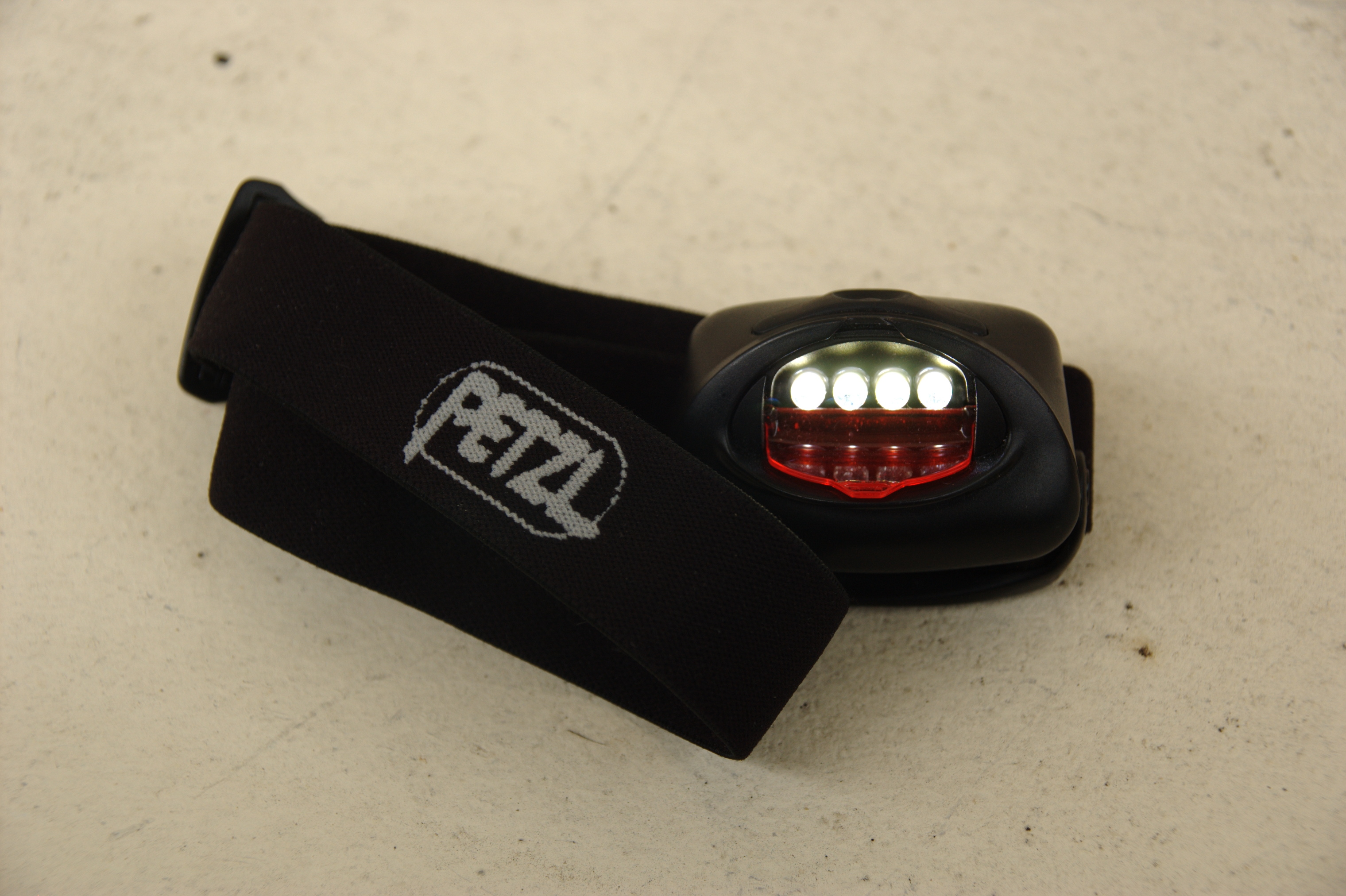
Latarka czołowa firmy Petzl

Petzl – francuskie przedsiębiorstwo zlokalizowane w Crolles, produkujące sprzęt wspinaczkowy, speleologiczny, turystyczny oraz sprzęt specjalistyczny stosowany w pracach na wysokości. Zostało założone w 1973 roku przez Fernanda Petzla. W Polsce znane jako producent m.in. lin, karabinków, czołówek, uprzęży, płaniet czy Reverso.

## Asortyment

### Sport
- uprzęże (Hirundos, Sama, Selena, Adjama, Luna, Corax, Calidris, Simba, Spider, (...))
- przyrządy (Reverso, GriGri, Croll, Ascension/Poignee, Basic, Shunt, Pantin, Stop, Simple, (...))
- karabinki i ekspresy
- bloczki (każdego praktycznie rodzaju)
- raki, czekany i dziabki
- śruby lodowe, haki, spity, ringi
- kaski wspinaczkowe
- liny

### Prace wysokościowe
- uprzęże specjalistyczne
- przyrządy do pracy na linie (Croll, Stop, Basic, Ascension/Poignee, Shunt)

### Latarki czołowe
- diodowe (Tikkina, Tikka, Tikka Plus, Tikka XP, Myo, TacTicca XP itd)
- klasyczne (Zoom, Micro Zoom)
- specjalistyczne do pracy w strefach zagrożenia wybuchem